# نيكول فلينت
نيكول فلينت (بالإنجليزية: Nicole Flint)‏ (ولدت في 15 مايو 1988) عارضة أزياء ومذيعة إذاعية وتلفزيونية، جنوب أفريقية، من بريتوريا توج ملكة جمال جنوب أفريقيا 2009.

## روابط خارجية
- نيكول فلينت على موقع IMDb (الإنجليزية)
- Nicole Flint's Online Diary
- Official_MissSAعلى تويتر.